# 能量串级

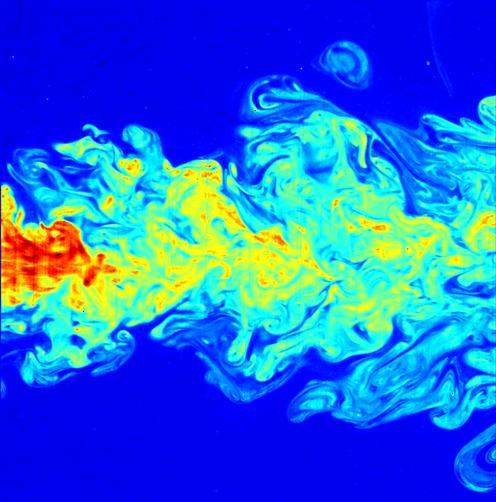
可视化的湍流射流，使用激光诱导荧光技术制成。射流涉及多个长度尺度，这是在湍流模型中出现能量串级的先决条件。

在连续介质力学中，能量串级包括能量从大尺度运动到小尺度运动的传输（称为正向能量串级）或能量从小尺度到大尺度的传输（称为逆向能量串级）。这种不同尺度之间的能量转移只能发生在非線性系統中。严格来说，串级的能量传输发生在局部（仅在非常接近的尺度之间），类似于水从一个水池流动到下一个临近水池产生的层叠瀑布，而不会出现跨越整个尺度范围的远程传输。
在对完全成形的湍流的研究中，能量串级是一个重要概念。路易斯·弗莱·理查德森作于1920年代的这首诗描写了这种现象，令人记忆深刻。能量串级对于理解波湍流理论中的波涛现象也很重要。
以气流在高层建筑周围形成的湍流为例。边界层分离所产生的涡流蕴含能量，其大小在数十米左右。这一尺度范围称为含能区。在气流下游的某处，空气的黏度导致的耗散主要发生在柯尔莫哥洛夫微尺度上，在这个例子中也就是毫米大小。这一尺度范围称为耗散区。而在这两个等级的尺度之间，没有外力作用，黏度也不会导致明显的耗散，却存在非线性的，从大尺度到小尺度的净能量传输。
如果含能区和耗散区之间存在很大距离，则它们之间的尺度范围称为惯性子区（英文：inertial subrange）。这些尺度上的运动可以通过自相似性来描述，或者通过对其统计学特征做出假设（从而满足湍封闭）来分析。安德雷·柯尔莫哥洛夫在1940年代开创性地推导出了对湍流惯性子区中波数谱的预测。

## 湍流惯性子区中的谱

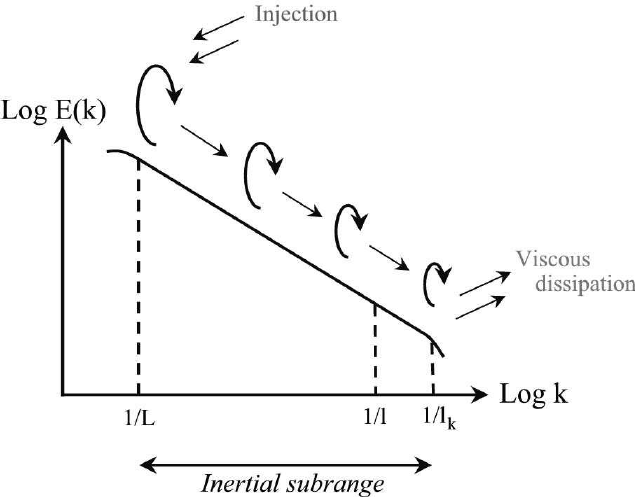
在湍流能量谱中能量产生、串级、耗散的图示。

在湍流中，最大尺度的涡流蕴含最多的动能。而黏度导致的能量的耗散主要发生在最小的涡流中。柯尔莫哥洛夫假设，当这两种尺度之间距离很大时， 两者之间的尺度范围在统计学上具有各向同性，而它在达到平衡时的特征只取决于能量在小尺度上耗散的速率。(耗散是机械能通过摩擦转化为热能的过程。）耗散速率 {\displaystyle \varepsilon } 可以表示用湍流中波动的应变速率和流体的运动粘度 {\displaystyle \nu } 表示。它的量纲是能量/(单位质量·单位时间)。达到平衡状态时，在大尺度运动中产生湍动能的速率等于小尺度运动中耗散能量的速率。

### 湍流的能量谱
湍流的能量谱 {\displaystyle E(k)} 取决于单位质量流体的湍动能：
{\displaystyle {\frac {1}{2}}\left({\overline {u_{i}u_{i}}}\right)=\int _{0}^{\infty }E(k)\;dk.}
其中 {\displaystyle u_{i}} 是波动的速度的分量，上划线表示系综平均值，表达式在 {\displaystyle i} 上求和， {\displaystyle k} 是波数。所以能量谱 {\displaystyle E(k)} 表示的是位于波数 {\displaystyle k} 与 {\displaystyle k+dk} 之间的湍动能。较大的涡流具有较低的波数，较小的涡流具有较高的波数。
因为扩散是速度的拉普拉斯，耗散速率可以用能量谱表示：
{\displaystyle \varepsilon =2\nu \int _{0}^{\infty }k^{2}E(k)\;dk.}
其中 {\displaystyle \nu } 是流体的运动粘度。在这条等式中可以观察到，即使动能主要存在于低波数的运动（大涡流）中，耗散主要发生在高波数的运动（小涡流）中。

### 惯性子区中的能量谱
从低波数到高波数的能量传输称为能量串级。它把湍能量从大尺度运动传输到小尺度运动，并最终被黏度耗散掉。这之间的尺度区间，即惯性子区中，由柯尔莫哥洛夫的假设可以推导出能量谱的普遍形式：
{\displaystyle E(k)=C\varepsilon ^{2/3}k^{-5/3}.}
各类条件下的大量实验证据都支持这一结论。在实验中测得的数值为 {\displaystyle C=1.5}。

### 压强波动的谱
湍流中的压强波动也可以以类似的方式描述。湍流中压强平方的平均值可以用压强谱 {\displaystyle \pi (k)} 来表示：
{\displaystyle {\overline {p^{2}}}=\int _{0}^{\infty }\pi (k)\;dk.}
对于没有平均速度梯度的湍流（各向同性湍流），惯性子区中的谱是
{\displaystyle \pi (k)=\alpha \rho ^{2}\varepsilon ^{4/3}k^{-7/3}.}
其中 {\displaystyle \rho } 是流体的密度，{\displaystyle \alpha =1.32C^{2}=2.97}。如果有平均速度梯度（剪切流)，则会在惯性子区中的谱中额外附加形如 {\displaystyle k^{-11/3}} 的变化趋势；但在较高波数的位置，形如 {\displaystyle k^{-7/3}} 的变化趋势占据主导地位。

### 自由流体界面微小扰动的谱
自由流体界面下方的压强波动可以驱动液面位移。这种自由界面-湍流相互作用也可以用波数谱来描述。如果 {\displaystyle \delta } 是界面距离平均位置的瞬时位移，位移平方的平均值可以用位移谱 {\displaystyle G(k)} 来表示：
{\displaystyle {\overline {\delta ^{2}}}=\int _{0}^{\infty }G(k)\;dk.}
三维形式的压强谱可以与杨-拉普拉斯公式相结合并得出：
{\displaystyle G(k)\propto k^{-19/3}.}
在实验中，这一 {\displaystyle k^{-19/3}} 定律是在对无湍流射流表面的光学观测中得出的。